# Sarcophaga limpopoensis
Sarcophaga limpopoensis är en tvåvingeart som beskrevs av Zumpt 1956. Sarcophaga limpopoensis ingår i släktet Sarcophaga och familjen köttflugor. Inga underarter finns listade i Catalogue of Life.